# There Will Be Blood (саундтрек)
There Will Be Blood — саундтрек до фільму Нафта 2007 року з оригінальною оркестровою партитурою гітариста Radiohead Джонні Ґрінвуда. Саундтрек вийшов 17 грудня 2007 року у Великій Британії та 18 грудня 2007 року у Сполучених Штатах.
Попри загальне визнання, реліз було відхилено від номінації за найкращу оригінальну музику до фільму на церемонії вручення премії Оскар у 2008 році, через використання вже існуючого матеріалу. Партитура містить елементи з композицій Ґрінвуда «Popcorn Superhet Receiver» і Bodysong (наприклад, трек «Convergence», який грає поверх заголовного треку під час пожежі на вишці), а також твори Арво Пярта і Концерт для скрипки з оркестром Йоганнеса Брамса.
У грудні 2008 року партитура Ґрінвуда була номінована на премію Ґреммі в категорії «Найкращий альбом саундтреків для кіно, телебачення або інших візуальних медіа» на 51-й церемонії вручення.
Дружина Ґрінвуда, ізраїльтянка Шарона Катан (авторське ім'я — Шин Катан) — художниця, чиї роботи розміщені на обкладинці та в буклеті. Зображення виконані рідкою фотоемульсією та олійними фарбами з використанням оригінальних анаморфних фотонегативів з плівки.

## Трек-лист
Вся музика написана і спродюсована Джонні Ґрінвудом. «Henry Plainview» і «Proven Lands» містять уривки з «Popcorn Superhet Receiver» Ґрінвуда.
| #   | Назва                      | Тривалість |
| --- | -------------------------- | ---------- |
| 1.  | «Open Spaces»              | 3:55       |
| 2.  | «Future Markets»           | 2:41       |
| 3.  | «Prospectors Arrive»       | 4:34       |
| 4.  | «Eat Him by His Own Light» | 2:41       |
| 5.  | «Henry Plainview»          | 4:14       |
| 6.  | «There Will Be Blood»      | 2:05       |
| 7.  | «Oil»                      | 3:06       |
| 8.  | «Proven Lands»             | 1:51       |
| 9.  | «HW / Hope of New Fields»  | 2:30       |
| 10. | «Stranded the Line»        | 2:21       |
| 11. | «Prospectors Quartet»      | 2:57       |

| Бонус-треки | Бонус-треки                                    | Бонус-треки |
| #           | Назва                                          | Тривалість  |
| ----------- | ---------------------------------------------- | ----------- |
| 12.         | «HW / Hope of New Fields (Orchestral Version)» | 2:32        |
| 13.         | «Prospectors Quartet (Orchestral Version)»     | 2:56        |
| 14.         | «De-Tuned Quartet»                             | 4:32        |
| 15.         | «Convergence (Jonny Greenwood)»                | 4:26        |